# Mona Versand
MONA ist ein Distanzhändler für Damenmode mit Sitz in Östringen. Die Modemarke gehört zur MONA MODA GmbH und ist in Deutschland, Schweiz, Österreich und den Niederlanden tätig. Zielgruppe sind Frauen ab fünfzig Jahren.

## Sortiment
Was 1930 mit Damenstrümpfen begann, ist heute ein Versandhändler für Damenbekleidung. Die Mode von Mona ist sowohl offline über regelmäßig erscheinende Kataloge, als auch online über den eigenen Online-Shop erhältlich. Zum Sortiment gehören „elegante und gleichzeitig bequeme“ Kleidungsstücke, Accessoires, Schmuck, Taschen, Schuhe und ausgewählte Artikel im Home Bereich. Das MONA Sortiment besteht aus eigenen und Kollektionsartikeln passender Fremdmarken.

## Einzelhandel
In Karlsruhe-Hagsfeld betrieb MONA einen Outletstore, dieser nun ist dauerhaft geschlossen. Über den Online-Shop und den Katalog können weiterhin Einkäufe getätigt werden.

## Geschichte
Erwin F.W. Hoffmann und seine Frau gründeten das Unternehmen im Jahre 1930 in Chemnitz. Da dort das damalige Zentrum der Strumpfindustrie angesiedelt war, versendeten sie zu Beginn Strümpfe.
Der Kriegsausbruch 1939 verschlechterte die wirtschaftliche Lage, sodass die Firma MONA die Zeit mit Flick- und Reparaturarbeiten für das Militär überbrückte.
1948 setzte sich Hoffmann mit seiner Frau und seinen vier Kindern über Berlin heimlich nach Westdeutschland ab. In Karlsruhe begann er wieder ganz von vorne, als Basis diente dabei die Kundenkartei. Auf Grund des Fehlens von Damenstrümpfen, die früher nur in Sachsen hergestellt wurden, errichtete er in Rußheim eine Strumpf- und Wirkwarenfabrik. 1960 wurde das eigene Mona-Hochhaus in der Augartenstraße 1 in Karlsruhe bezogen, zu dem 1966 noch ein Anbau kam.
1960 wurde das Sortiment um Damenober- und Herrenbekleidung erweitert und 1961 gründete der nunmehr 60-Jährige das Zweigunternehmen Monette Versand GmbH, das sich auf Tisch- und Bettwäsche und andere Heimtextilien spezialisierte.
Anfang der 1970er Jahre wurde die Strumpffabrikation in Rußheim eingestellt, da die neuen, feineren Strümpfe auf den Strumpfmaschinen nicht mehr gefertigt werden konnten. 1985 wurde die eigene Kleiderfertigung der Mona in Karlsruhe geschlossen, ebenso die Firma Monette. Ab diesem Zeitpunkt wurde die Ware von deutschen Herstellern bezogen.
1989 zogen sich Frau Eva Hofmann und ihre vier Kinder aus der Geschäftsführung zurück und zum 1. Juni 1989 wurde Mona Teil der Klingel-Gruppe.
1990 wurden in der Schweiz und in Österreich Filialen bzw. Zweigniederlassungen der Mona gegründet. Die Schweizer- und Österreichische Kunden wurden von Karlsruhe aus beliefert. Der Kundendienst war vor Ort, die Logistik, die EDV, der Einkauf, Marketing wurde von Karlsruhe aus gesteuert. 1994 wurde eine Zweigniederlassung in Holland eröffnet.
1995 war das ehemalige UNIKA-Gebäude fertig umgebaut, so dass das Modegeschäft, die Verwaltung und die Logistik umziehen konnten.
Vor der Übernahme war das Unternehmen auch in Belgien und Frankreich aktiv.
Das Onlinemagazin existierte seit 2015, ist aber mittlerweile nicht mehr verfügbar.
Zum 15. Januar 2024 wurde MONA von der Bruno Bader GmbH & Co. KG übernommen und wird weiterhin als Marke MONA geführt.